# 八斗山
八斗山，又名八斗子山、:115湳子山，是台灣新北市萬里區雙興里、野柳里交界處的一座山峰，標高360公尺。該山南側、西側及北側均為員潭溪各支流，東北側為流經基金公路臨海橋的無名溪流。
八斗山是一座獨立火山，其組成岩石主要為角閃安山岩。:138該山屬於大屯火山群之下的湳子山亞群。
在台灣火山學界，八斗山與東北側的八斗山321峰有時被分別稱為湳子山與八斗子山；:138有時則被同稱為八斗子山（或八斗山），但後綴數字或英文字母以區別之。:102、115